# O Herói
O Herói és una pel·lícula realitzada per Zézé Gamboa, una coproducció d'Angola, França i Portugal, però filmat totalment a Angola. Es va estrenar a Portugal el 13 de maig de 2004.

## Argument
Reclutat a la força en l'exèrcit angolès als quinze anys, desmobilitzen Vitorio al cap de 20 anys de lluita. Durant una de les seves últimes missions, va trepitjar una mina antipersona i va caldre amputar-li la cama. Al cap de mesos d'espera, aconsegueix una pròtesi amb la qual espera poder començar una nova vida. Sol, desemparat, passeja pels carrers de Luanda a la recerca de treball i de la seva família, de la qual no té notícies. En aquesta ciutat que solament desitja oblidar la guerra, sotmesa a la creixent arribada de refugiats i a tota classe de penúries, Vitorio només troba compassió, burla o indiferència. Una nit, mentre dorm al carrer, li roben la pròtesi i, al mateix temps, el seu somni d'integració. No obstant això, unes trobades fortuïtes li ajudaran a recuperar l'esperança: Judith, una prostituta que li ofereix la seva casa; Manu, un nen de deu anys que busca en ell al pare al que amb prou feines va conèixer, i Joana, la jove mestra de Manu, que l'ajuda a recuperar la pròtesi a través d'un programa de ràdio.

## Repartiment
- Oumar Makéna Diop… Vitório
- Milton Coelho… Manu
- Maria Ceiça… Maria Bárbara
- Patrícia Bull… Joana
- Neuza Borges… Flora

## Premis
- Jornades Cinematogràfiques de Cartago 2004[3]
- Festival de Cinema de Sundance 2005[4]